# Черевково (Архангельська область)
Черевково (рос. Черевково) — село в Красноборському районі Архангельської області Російської Федерації.
Населення становить 1005 осіб. Входить до складу муніципального утворення Черевковське сільське поселення.

## Історія
Від 2004 року входить до складу муніципального утворення Черевковське сільське поселення.

## Населення
| 2002 | 2009  | 2010  |
| ---- | ----- | ----- |
| 1240 | ↘1183 | ↘1005 |